# Зимові Дефлімпійські ігри 2023
Дефлімпійські ігри 2023 — двадцяті Дефлімпійські ігри, які проходили з 2 по 12 березня 2024 року в місті Ерзурум (Туреччина).
ХХ Зимові Дефлімпійські ігри 2023 року мали відбутись 2023 року, але через організаційні проблеми перенесені на 2024 рік. Водночас офіційною назвою лишилася «Дефлімпіада-2023».
Футзал дебютував на Зимових Дефлімпійських іграх. 
Збірна України виступила в складі 36 спортсменів у 5 видах спорту: гірськолижний спорт, керлінг, лижні перегони, сноубординг і шахи.

## Вибір місця проведення
На конгресі Міжнародного комітету спорту для глухих 2019 року головний виконавчий директор організації Д. Ребров повідомив, що одна країна, яка поки що бажає залишитися неназваною, подала заявку на проведення зимових Дефлімпійських ігор 2023 року, але оскільки на конгресі вирішено включити футзал до програми змагань, це потребує додаткових переговорів з місцевим урядом, бо додання однієї дисципліни означає збільшення раніше запланованого бюджету. Згодом виявилося, що це була Канада, яка, зрештою відмовилася ще до того, як її кандидатуру було затверджено.
На конгресі Міжнародного комітету спорту для глухих 2022 року Австрія заявила про бажання прийняти Зимові Дефлімпійські ігри 2023 (містом-господарем мав бути Інсбрук), але через деякий час (не отримавши підтримки місцевої влади) повідомила, що не може прийняти захід. Виникла ситуація, коли за кілька місяців до змагань не було відомо, де і коли вони відбудуться.
Міжнародний комітет спорту для глухих вирішив перенести змагання і терміново провів переговори з турецьким уряд, отримавши гарантії організації Ігор в містах Анкара та Кайсері в лютому 2024 року, про що офіційно повідомив у березні 2023 року. Але після президентських виборів у Туреччині 2023 і руйнівного землетрусу виникли нові труднощі: звільнено деяких посадовців, які відповідали за підготовку до Ігор, землетрус спричинив проблеми з логістикою та організацією в центральній частині Туреччини. До того ж, у процесі підготовки підраховано, що час доїзду до окремих майданчиків змагань у провінціях Анкара та Кайсері становить аж 5 годин. Зрештою, остаточного господаря Ігор — місто Ерзурум на сході Туреччини — оголошено лише за 4 місяці до старту.

## Неучасть окремих країн
Заборона заявляти збірну на командні види спорту
- Білорусь (через війну в Україні)[8]
- Росія (через війну в Україну)[8]

Російським і білоруським спортсменам дозволили виступати тільки в індивідуальному нейтральному статусі, але їхні федерації відмовилися від участі в такому форматі, бо кожен нейтральний атлет мав підписати заяву про засудження російської агресії.
Відмова від участі
- Канада (через геополітичну нестабільність на Близькому Сході)[10])
- Ізраїль (з міркувань безпеки і через погіршення ізраїльсько-турецьких відносин на тлі війни між Ізраїлем і Хамасом[11])
- США (через надто пізнє оголошення дат і міста-господаря)[12]
- Фінляндія (з міркувань безпеки)[13]
- Швеція (з міркувань безпеки)[13]

## Види спорту
Змагання відбулись у шести видах спорту (в дужках — кількість комплектів нагород).
- Гірськолижний спорт (10) (докладніше)

- Керлінг (3) (докладніше)

- Лижні перегони (8) (докладніше)

- Сноубординг (6) (докладніше)

- Футзал (2) (докладніше)

- Шахи (5) (докладніше)

Після відмови Канади, США, Швеції та Фінляндії змагання з хокею вирішили не проводити.

## Медальний залік
Перше місце в медальному заліку посіла Україна:
| Місце               | Країна              |    |    |    | Разом |
| ------------------- | ------------------- | -- | -- | -- | ----- |
| 1                   | Україна             | 10 | 5  | 4  | 19    |
| 2                   | КНР                 | 7  | 7  | 6  | 20    |
| 3                   | Австрія             | 6  | 1  | 3  | 10    |
| 4                   | Польща              | 5  | 4  | 0  | 9     |
| 5                   | Італія              | 1  | 3  | 2  | 6     |
| 6                   | Франція             | 1  | 2  | 5  | 8     |
| 7                   | Хорватія            | 1  | 1  | 0  | 2     |
| 8                   | Латвія              | 1  | 0  | 0  | 1     |
| 8                   | Іспанія             | 1  | 0  | 0  | 1     |
| 8                   | Іран                | 1  | 0  | 0  | 1     |
| 11                  | Японія              | 0  | 4  | 3  | 7     |
| 12                  | Німеччина           | 0  | 3  | 2  | 5     |
| 13                  | Південна Корея      | 0  | 2  | 2  | 4     |
| 14                  | Угорщина            | 0  | 1  | 2  | 3     |
| 15                  | Бразилія            | 0  | 1  | 1  | 2     |
| 16                  | Сербія              | 0  | 0  | 1  | 1     |
| 16                  | Словаччина          | 0  | 0  | 1  | 1     |
| 16                  | Швейцарія           | 0  | 0  | 1  | 1     |
| 16                  | Казахстан           | 0  | 0  | 1  | 1     |
| Усього (19 збірних) | Усього (19 збірних) | 34 | 34 | 34 | 102   |